# Mesosemia sirenia
Mesosemia sirenia is een vlindersoort uit de familie van de prachtvlinders (Riodinidae), onderfamilie Riodininae.
Mesosemia sirenia werd in 1909 beschreven door Stichel.